# Nuoto ai campionati europei di nuoto 2024 - 200 metri stile libero femminili
La gara degli 200 metri stile libero femminili dei campionati europei di nuoto 2024 si è svolta il 19 e il 20 giugno 2024 presso il Centro Sportivo Milan Gale Muškatirović di Belgrado.

## Podio
| Pos.    | Atleta            | Nazione   |
| ------- | ----------------- | --------- |
| Oro     | Barbora Seemanová | Rep. Ceca |
| Argento | Minna Ábrahám     | Ungheria  |
| Bronzo  | Nicole Maier      | Germania  |

## Record
Prima della manifestazione il record del mondo (RM) e il record dei campionati (RC) erano i seguenti.
|  | 1'52"23 | Ariarne Titmus      | 12 giugno 2024 Brisbane |
|  | 1'52"98 | Federica Pellegrini | 29 luglio 2009 Roma     |
|  | 1'54"95 | Charlotte Bonnet    | 6 agosto 2018 Glasgow   |

Durante la competizione non sono stati migliorati record.

## Programma
| Data           | Ora   | Turno      |
| -------------- | ----- | ---------- |
| 19 giugno 2024 | 9:30  | Batterie   |
| 19 giugno 2024 | 18:30 | Semifinali |
| 20 giugno 2024 | 19:38 | Finale     |

## Risultati

### Batterie
| Pos. | Batteria | Corsia | Atleta                   | Nazionalità          | Tempo       | Note |
| ---- | -------- | ------ | ------------------------ | -------------------- | ----------- | ---- |
| 1    | 3        | 5      | Janja Šegel              | Slovenia             | 1'57"81     | Q    |
| 2    | 3        | 2      | Panna Ugrai              | Ungheria             | 1'58"07     | Q    |
| 3    | 5        | 4      | Barbora Seemanová        | Rep. Ceca            | 1'58"58     | Q    |
| 4    | 4        | 5      | Snæfríður Jórunnardóttir | Islanda              | 1'58"73     | Q    |
| =5   | 5        | 3      | Nicole Maier             | Germania             | 1'58"83     | Q    |
| =5   | 5        | 5      | Minna Ábrahám            | Ungheria             | 1'58"83     | Q    |
| 7    | 4        | 4      | Nikolett Pádár           | Ungheria             | 1'58"96     |      |
| 8    | 3        | 3      | Lea Polonsky             | Israele              | 1'59"21     | Q    |
| 9    | 3        | 4      | Daria Golovaty           | Israele              | 1'59"52     | Q    |
| 10   | 5        | 6      | Leah Schlosshan          | Gran Bretagna        | 1'59"73     | Q    |
| 11   | 4        | 2      | Wiktoria Gusc            | Polonia              | 1'59"97     | Q    |
| 12   | 4        | 1      | Zuzanna Famulok          | Polonia              | 2'00"01     | Q    |
| 13   | 5        | 1      | Gizem Guvenc             | Turchia              | 2'00"18     | Q    |
| 14   | 4        | 6      | Ayla Spitz               | Israele              | 2'00"41     |      |
| 15   | 4        | 3      | Francisca Martins        | Portogallo           | 2'00"86     | Q    |
| 16   | 5        | 9      | Aleksa Gold              | Estonia              | 2'01"27     | Q    |
| 17   | 5        | 7      | Katja Fain               | Slovenia             | 2'01"32     | Q    |
| 18   | 3        | 6      | Maya Werner              | Germania             | 2'01"88     | Q    |
| 19   | 4        | 7      | Iris Julia Berger        | Austria              | 2'02"43     |      |
| 20   | 5        | 8      | Cornelia Pammer          | Austria              | 2'02"68     |      |
| 21   | 3        | 1      | Ela Naz Özdemir          | Turchia              | 2'02"93     |      |
| 22   | 2        | 4      | Vanna Djakovic           | Svizzera             | 2'03"04     |      |
| 23   | 4        | 0      | Lena Opatril             | Austria              | 2'03"43     |      |
| 24   | 3        | 9      | Deniz Ertan              | Turchia              | 2'03"51     |      |
| 25   | 5        | 2      | Leonie Kullmann          | Germania             | 2'03"75     |      |
| 26   | 4        | 9      | Johanna Enkner           | Austria              | 2'04"01     |      |
| 27   | 2        | 6      | Zora Ripková             | Slovacchia           | 2'04"42     |      |
| 28   | 3        | 8      | Hanna Bergman            | Svezia               | 2'04"49     |      |
| 29   | 2        | 5      | Elvira Mörtstrand        | Svezia               | 2'04"82     |      |
| 30   | 5        | 0      | Merve Tuncel             | Turchia              | 2'05"13     |      |
| 31   | 2        | 7      | Karoline Sørensen        | Danimarca            | 2'05"17     |      |
| 32   | 2        | 3      | Laura Benková            | Slovacchia           | 2'05"38     |      |
| 33   | 2        | 1      | Fatima Alkaramova        | Azerbaigian          | 2'06"89     |      |
| 34   | 3        | 0      | Iman Avdić               | Bosnia ed Erzegovina | 2'07"58     |      |
| 35   | 2        | 8      | Sara Jankovikj           | Macedonia del Nord   | 2'07"99     |      |
| 36   | 1        | 4      | Jana Milkovska           | Macedonia del Nord   | 2'09"82     |      |
| 37   | 2        | 0      | Ani Poghosyan            | Armenia              | 2'10"50     |      |
| 38   | 1        | 3      | Kaltra Meca              | Albania              | 2'10"58     |      |
| 39   | 1        | 5      | Ilaria Ceccaroni         | San Marino           | 2'11"41     |      |
| 40   | 2        | 2      | Katarina Ćorović         | Serbia               | 2'11"81     |      |
| DNS  | 3        | 7      | Andrea Murez             | Israele              | Non partita |      |

### Semifinali
| Pos. | Batteria | Corsia | Atleta                   | Nazionalità   | Tempo   | Note |
| ---- | -------- | ------ | ------------------------ | ------------- | ------- | ---- |
| 1    | 1        | 3      | Minna Ábrahám            | Ungheria      | 1'57"65 | Q    |
| 2    | 2        | 5      | Barbora Seemanová        | Rep. Ceca     | 1'57"81 | Q    |
| 3    | 1        | 5      | Snæfríður Jórunnardóttir | Islanda       | 1'57"87 | Q    |
| 4    | 2        | 3      | Nicole Maier             | Germania      | 1'58"10 | Q    |
| 5    | 2        | 4      | Janja Šegel              | Slovenia      | 1'58"30 | Q    |
| 6    | 2        | 1      | Francisca Martins        | Portogallo    | 1'58"62 | Q    |
| 7    | 1        | 6      | Daria Golovaty           | Israele       | 1'58"90 | Q    |
| 8    | 2        | 2      | Leah Schlosshan          | Gran Bretagna | 1'59"11 | Q    |
| 9    | 1        | 7      | Gizem Guvenc             | Turchia       | 1'59"23 |      |
| 10   | 2        | 6      | Lea Polonsky             | Israele       | 1'59"31 |      |
| 11   | 1        | 2      | Wiktoria Gusc            | Polonia       | 1'59"55 |      |
| 12   | 1        | 4      | Panna Ugrai              | Ungheria      | 1'59"63 |      |
| 13   | 2        | 8      | Katja Fain               | Slovenia      | 2'00"45 |      |
| 14   | 2        | 7      | Zuzanna Famulok          | Polonia       | 2'00"66 |      |
| 15   | 1        | 1      | Aleksa Gold              | Estonia       | 2'01"27 |      |
| 16   | 1        | 8      | Maya Werner              | Germania      | 2'01"76 |      |

### Finale
| Pos.    | Corsia | Atleta                   | Nazionalità | Tempo   | Note |
| ------- | ------ | ------------------------ | ----------- | ------- | ---- |
| Oro     | 5      | Barbora Seemanová        | Rep. Ceca   | 1'55"37 |      |
| Argento | 4      | Minna Ábrahám            | Ungheria    | 1'57"22 |      |
| Bronzo  | 6      | Nicole Maier             | Germania    | 1'57"36 |      |
| 4       | 3      | Snæfríður Jórunnardóttir | Islanda     | 1'57"85 |      |
| 5       | 1      | Daria Golovaty           | Israele     | 1'58"62 |      |
| 6       | 2      | Janja Šegel              | Slovenia    | 1'58"91 |      |
| 7       | 7      | Francisca Martins        | Portogallo  | 1'59"11 |      |
| 8       | 8      | Minna Ábrahám            | Ungheria    | 1'59"38 |      |